# دايسوكي ناكاجاوا
دايسوكي ناكاجاوا (باليابانية: 中川大輔؛ بالكانا: なかがわ だいすけ) هو لاعب شوغي ‏ ياباني، ولد في 13 يوليو 1968 في سنداي في اليابان.